# Echati Maoulida
Pour les articles homonymes, voir Maoulida.
Echati Maoulida, de son vrai nom Echati Maoulida Mwenge, née le 13 mars 1934 à Bouéni (Mayotte) et morte le 15 septembre 2019 dans la même ville, est une militante mahoraise mettant en avant la culture et les traditions de l'île,,.

## Biographie
Echati Maoulida est née à Bouéni, sur l'île de Grand Terre, à Mayotte.
Dans les années 1960-1970, elle fait partie du mouvement des Chatouilleuses, qui lutte pour que Mayotte ne soit pas rattachée aux Comores.
Au cours de sa vie, elle milite notamment pour la scolarisation des enfants.
Elle est morte le 15 septembre 2019.

### Culture et tradition
Mwenge Échati Maoulida est une fundi et une référence du « Maoulida Chengué », un chant religieux et politique, qui lui a permis de sillonner toute l'île. Sa voix, mélodique et envoûtante, porte loin.
Elle a commencé le chant à Bouéni, commune où elle est née, avec le maulida à l’école coranique. Son mari, sa belle-mère et certains de ses enfants et petits-enfants sont également des fundi de Maoulida.